# Milmanda
Milmanda (llamada oficialmente Santa Eufemia de Milmanda) es una parroquia del municipio español de Celanova, en la provincia de Orense, Galicia.

## Historia
La parroquia perteneció hasta 1968 al municipio de Acebedo del Río, que luego se incorporó al de Celanova.

## Organización territorial
La parroquia está formada por diez entidades de población:

### Entidades de población
Entidades de población que forman parte de la parroquia:
- Carballo (O Carballo)
- Carracedo
- El Pereiro (O Pereiro)
- La Magdalena (A Madanela)(A Magdalena)
- Moimenta
- San Martín de Abajo (San Martiño de Abaixo)
- San Martiño de Riba (San Martiño de Arriba)
- Santa Eufemia

### Despoblados
Despoblados que forman parte de la parroquia:
- Ademourán
- Orbán

## Demografía
| Gráfica de evolución demográfica de Milmanda entre 2000 y 2022 |
|                                                                |
| Datos según el nomenclátor publicado por el INE.               |